# Федеевская
Федеевская — деревня в Шатурском муниципальном районе Московской области. Входит в состав Дмитровского сельского поселения. Население — 33 чел. (2013).

## Расположение
Деревня Федеевская расположена в южной части Шатурского района, расстояние до МКАД порядка 150 км. Высота над уровнем моря 129 м.

## Название
В письменных источниках деревня упоминается как Федеевская. В работе И. И. Проходцова «Населённые места Рязанской губернии» деревня названа Фаддеевской.
Название происходит от Федяй — разговорной формы имени Фаддей.

## История
Впервые упоминается в писцовых книгах Владимирского уезда XVII века как деревня Федеевская Бабинской кромины волости Муромское сельцо Владимирского уезда Замосковного края Московского царства. Деревня принадлежала Лазарю Петровичу Ададурову.
Последним владельцем деревни перед отменой крепостного права был помещик Жданов.
После отмены крепостного права деревня вошла в состав Коробовской волости.
В советское время деревня входила в Дмитровский сельсовет.

## Население
| 1858 | 1859 | 1868 | 1885 | 1905 | 1926 |
| ---- | ---- | ---- | ---- | ---- | ---- |
| 163  | →163 | ↗178 | ↗297 | ↗350 | ↘287 |
| 1993 | 2002 | 2006 | 2010 | 2011 | 2013 |
| ↘38  | ↗46  | ↘41  | ↘30  | ↗32  | ↗33  |

## Галерея

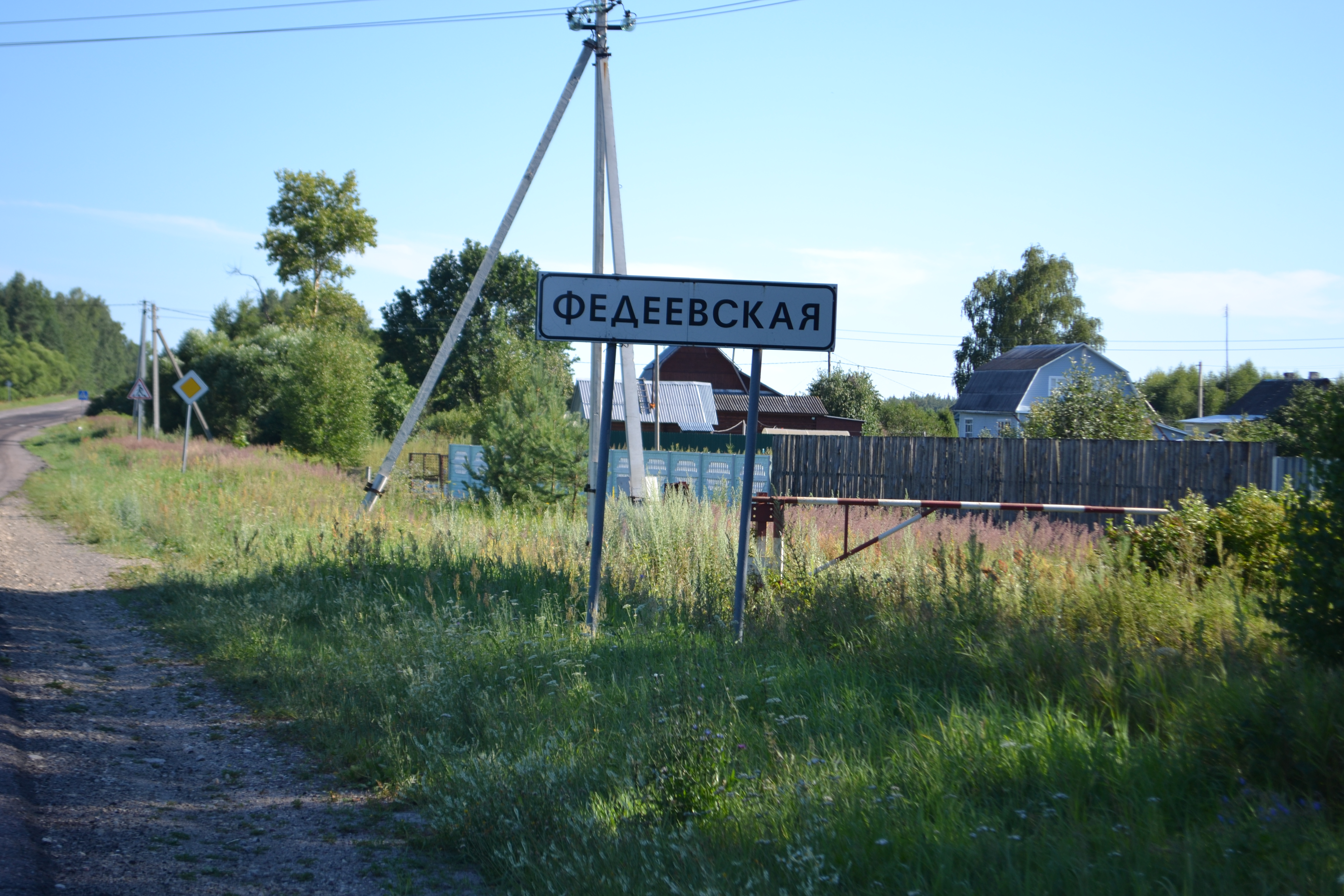
Дорожный указатель на деревню
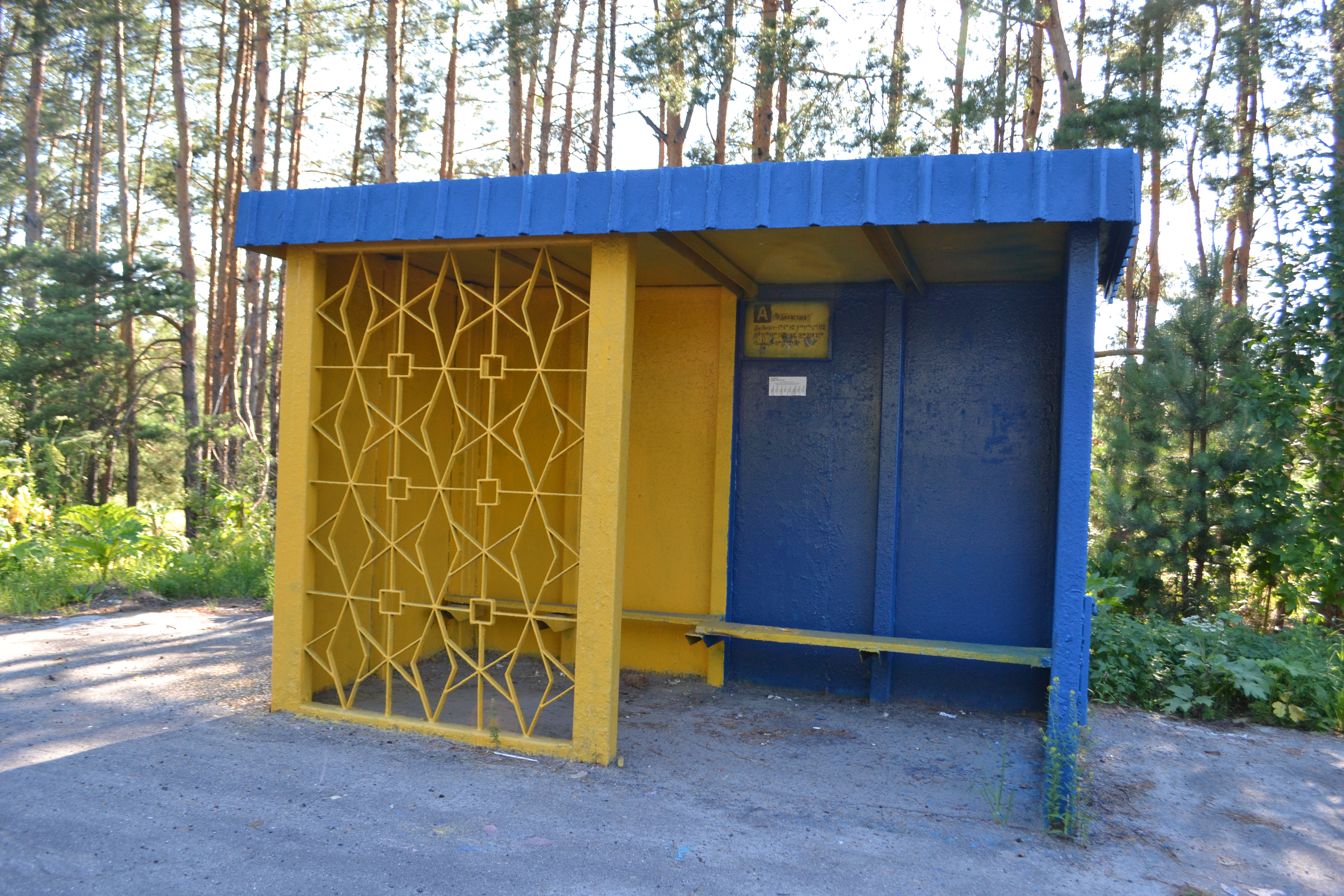
Остановка Федеевская
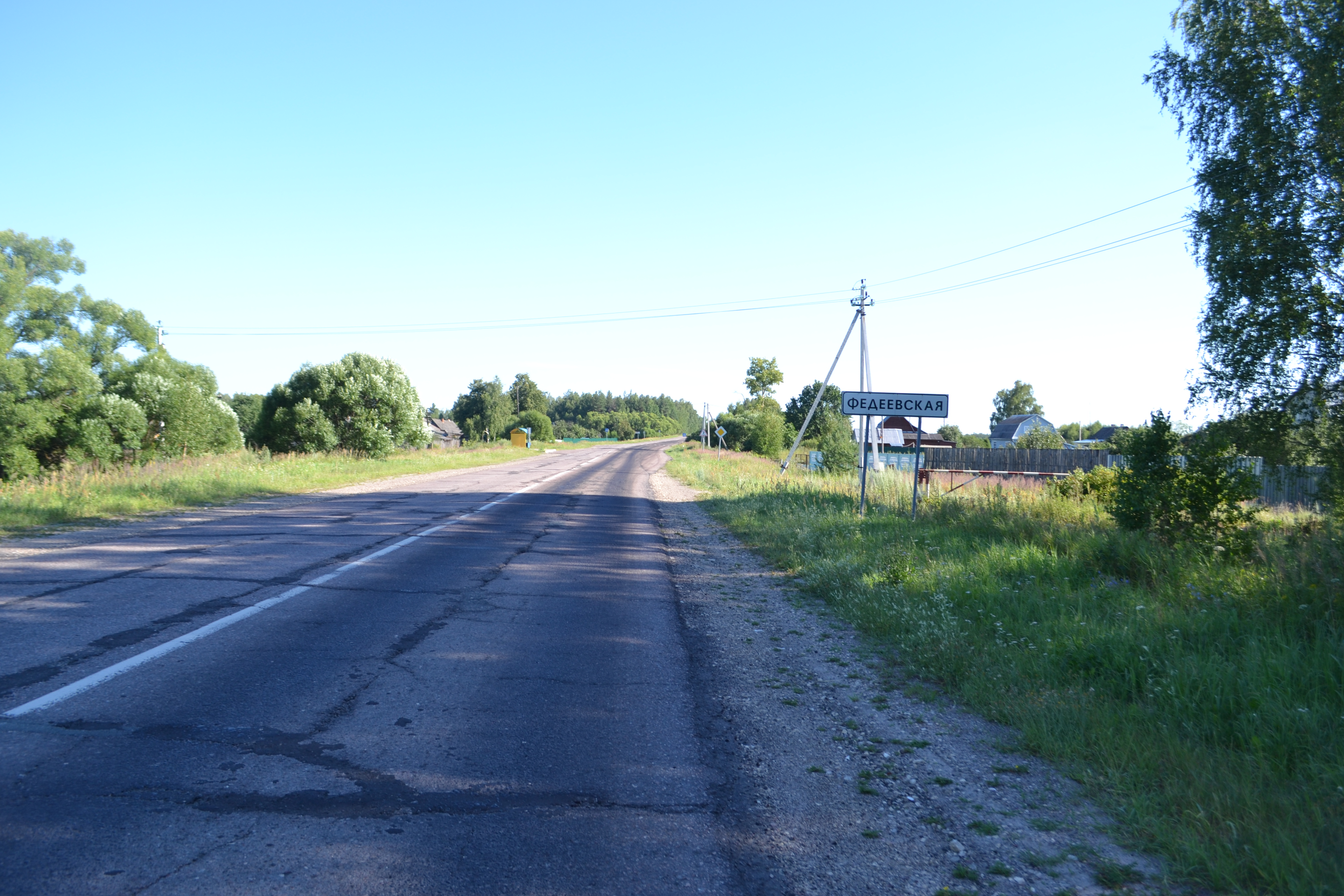
Въезд в деревню
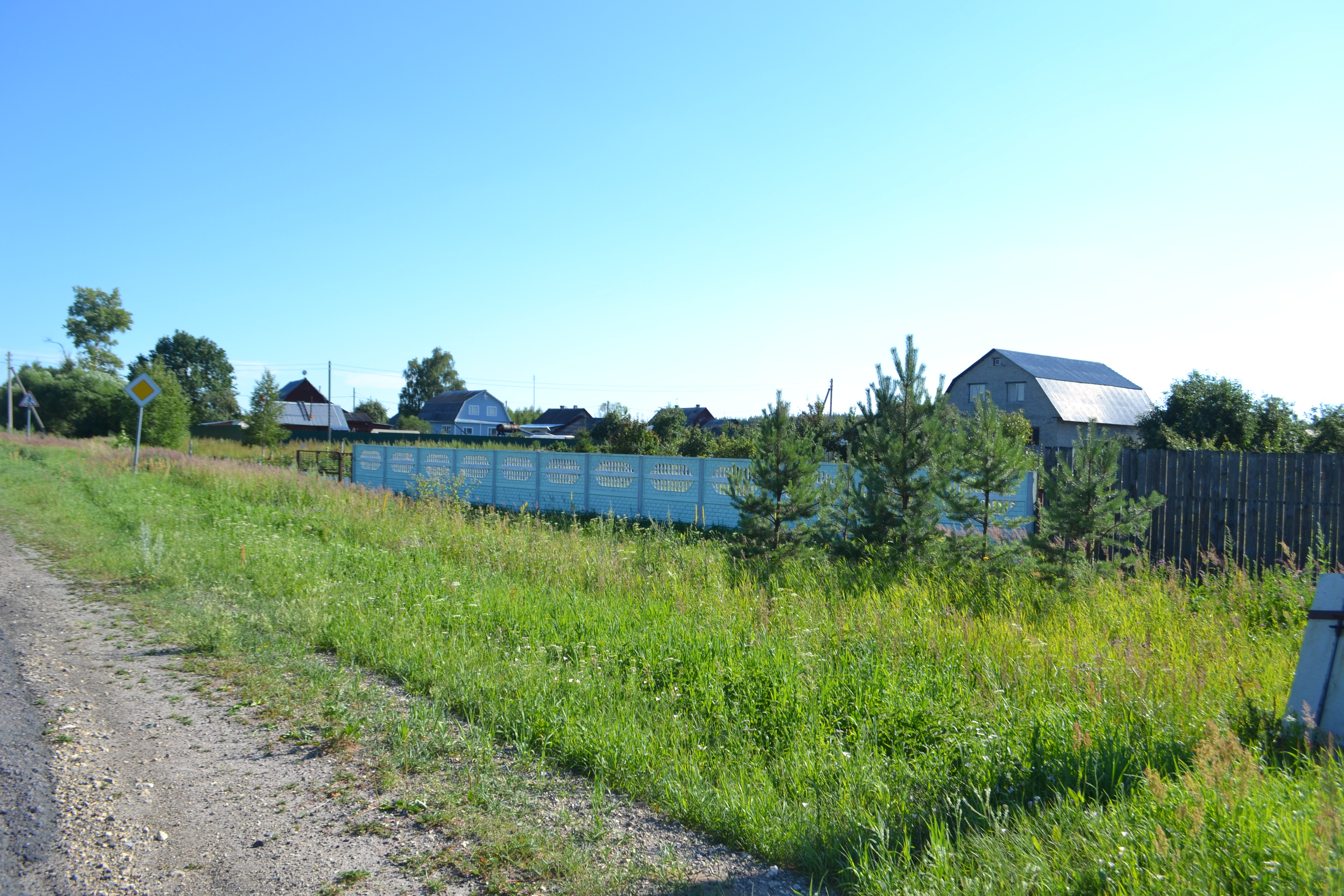
Федеевская